# Simón Coliqueo
Simón Coliqueo (1840-1902) fue un cacique de la parcialidad borogana de los mapuches, que dirigió una importante parcialidad de «indios amigos» del gobierno argentino desde el año 1876. Tenía su residencia en las inmediaciones de la localidad de Los Toldos, y era hijo del cacique general Ignacio Coliqueo. Tanto él como su padre se ufanaban de ser descendientes del toqui Caupolicán, héroe de la resistencia contra los conquistadores tres siglos atrás. Tras la Conquista del Desierto, su familia y sus allegados continuaron viviendo hasta el presente en el partido de General Viamonte de la provincia de Buenos Aires.

## Biografía
Era el segundo hijo del gran cacique Ignacio Coliqueo y de Felipa Quintuil, chilena. Era ostensiblemente mestizo, usaba barba y se presentaba en público vestido de militar o de civil, siempre con ropas de hombre blanco. Criado entre ranqueles, fue un protegido tanto del refugiado Manuel Baigorria como del cacique mayor de los ranqueles, Painé. Se consideraba amigo de Mariano Rosas, por lo menos hasta el tiempo en que sus tribus estuvieron enfrentadas. Se cree que fue bautizado por el cura Simón Echeverría, que había construido una capilla en el monte cerrado en el sur de la provincia de San Luis. Fue alumno de una escuela en San Luis, y en su juventud ejerció de lenguaraz para los encuentros entre indígenas y «cristianos».
A los veintiún años combatió en la batalla de Pavón a órdenes de Bartolomé Mitre al frente de 300 indios lanceros. Le fue reconocido un grado militar y fue incorporado a la guarnición de la localidad de Los Toldos, donde prestó servicio militar como oficial de «indios amigos».
Tras la muerte de su padre en 1871 reconoció la autoridad de su hermano como cacique de los indígenas de Los Toldos. Combatió en la batalla de San Carlos de Bolívar y fue ascendido a sargento mayor. Reemplazó a su hermano como jefe durante algunos períodos en que éste sufrió desequilibrios mentales.
Ese mismo año, al término de una borrachera masiva, una banda de lanceros que respondían a Calfucurá y Pincén secuestró a la totalidad de los «indios amigos» de Coliqueo. Desde los caciques al último de los niños fueron obligados a marchar hacia territorio indígena, hasta que fueron alcanzados por tropas de Ataliva Roca y Francisco Borges; los Coliqueo explicaron a los oficiales que habían sido secuestrados y –pese a que Roca estaba decidido a tomarlos prisioneros para quedarse con las tierras de Los Toldos– Borges ordenó ponerlos en libertad y llevarlos de vuelta hasta su pueblo. La situación no mejoró en los meses siguientes: algunos indios enemigos de la agrupación de Manuel Grande se habían refugiado en Los Toldos, supuestamente para unirse a las fuerzas de indios amigos. El coronel Hilario Lagos (hijo) entendió que se estaba formando una sublevación, por lo que atacó a los indígenas. Coliqueo se manejó con gran prudencia y terminó por forzar a Lagos a parlamentar con él, de resultas de lo cual se deshizo de sus protegidos.
En 1872, su hermano Justo Coliqueo fue arrestado y llevado preso a la isla Martín García, de donde lo sacaron durante más de un año por sus enfermedades mentales, llevándolo a un hospital en Buenos Aires. Por esa misma época, los campos y el pueblo de Los Toldos sufrieron un saqueo de parte de las parcialidades de Pincén y de Namuncurá. Cuando las autoridades provinciales le preguntaron si necesitaba algo, suponiendo que iba a pedir comida o vacunos, respondió que lo que realmente necesitaba era una escuela primaria. Le enviaron al padre Pablo Savino; el cual, además de dar clases en la escuela que regenteaba, catequizaba a los indígenas.
Su insistencia en favor de su hermano llevó a que éste fuese puesto en libertad, y en cuanto se presentó en Los Toldos, Simón lo volvió a reconocer como su jefe. No obstante, Justo Coliqueo decidió sumarse al «malón grande» que había organizado Manuel Namuncurá, en respuesta a los maltratos de los blancos sobre los indígenas; con cincuenta hombres de lanza desapareció por algunos meses en la actual provincia de La Pampa; y volvió cuando el malón grande ya había pasado, acompañado por Pincén y más de mil lanceros. Con ellos puso sitio a Los Toldos, que fue eficazmente defendido por su hermano Simón, que se vio obligado a regresar de apuro de un fuerte al que había sido destinado. A pesar de que estuvo a punto de tomar el pueblo, Justo Coliqueo terminó evacuando la región y siguió a Pincén; cada vez más trastornado, el pésimo trato que dio a su protector causó que éste finalmente ordenada su muerte a lanzazos.
Al momento de su muerte, oficialmente Justo Coliqueo seguía siendo el cacique de Los Toldos, pero en la práctica ya hacía tiempo que había sido sucedido por su hermano Simón. Éste debió pasar los años siguientes dirigiendo gestiones a través de abogados y escribanos para conservar sus tierras. Afortunadamente para ellos, el Ejército ya utilizaba cada vez menos a los indios amigos, y tampoco hubo más malones hasta tan cerca de Buenos Aires. Sin embargo, Simón Coliqueo se mudó a Nueve de Julio, donde se casó, formó familia y construyó una cómoda casa. Se encargó personalmente de que sus súbditos fueran bautizados, y a muchos de ellos los convenció siendo su padrino de bautismo.
En los últimos años del siglo se estableció en el pueblo de Los Toldos, que fue oficialmente fundado por el comerciante Electo Urquiza –que había sido proveedor de la tribu por décadas– en 1892 justamente enfrente del campo que los indígenas tenían en común. Pasó sus últimos años regularizando los títulos de propiedad de la comunidad y de sus miembros, y buscando que los indígenas fueran finalmente reconocidos como ciudadanos plenos. Un día de septiembre de 1902 quiso impedir que algunos de sus seguidores realizaran ritos tradicionales mapuches, que molestaban al cura del pueblo; como resultado, fue herido por un hachazo en la cabeza.
Simón Coliqueo falleció en Los Toldos, en la casa de su hermano Antonino Coliqueo, el 22 de septiembre de 1902. Su entierro fue la primera manifestación de masas ocurrida en su pueblo.